# Ipomoea batatoides
Ipomoea batatoides ist eine Pflanzenart aus der Gattung der Prunkwinden (Ipomoea) aus der Familie der Windengewächse (Convolvulaceae). Die Art ist in Amerika verbreitet.

## Beschreibung
Ipomoea batatoides ist eine unbehaarte Liane, deren Stängel nur an den Spitzen krautig sind, ansonsten im Alter verholzen. Die Blattspreiten sind breit eiförmig bis fast kreisförmig, 3 bis 10 cm lang, an der Basis schwach herzförmig bis abgeschnitten, nach vorn sind sie zugespitzt. Beide Blattseiten sind unbehaart oder nur undeutlich fein behaart, auf der Unterseite sind kleine Drüsen zu finden.
Die Blütezeit liegt zwischen November und März. Die Blütenstände bestehen aus einer bis mehreren Blüten, sie sind achselständig und zymös. Die Kelchblätter sind elliptisch bis nahezu kreisförmig, 6 bis 8 mm lang, fast lederig und spiralig. Die Krone ist blass pink bis weiß und 4 bis 5 cm lang.
Die Früchte sind breit eiförmige Kapseln, an deren Spitze die beständige Basis des Griffels steht. Die Samen sind schopfig behaart.

## Verbreitung
Die Art ist von Mexiko über Mittelamerika bis nach Südamerika verbreitet.

## Systematik
Innerhalb der Gattung der Prunkwinden (Ipomoea) ist die Art in die Serie Eriospermum der Sektion Eriospermum in der gleichnamigen Untergattung Eriospermum eingeordnet.

## Belege